# 弗里什塔克

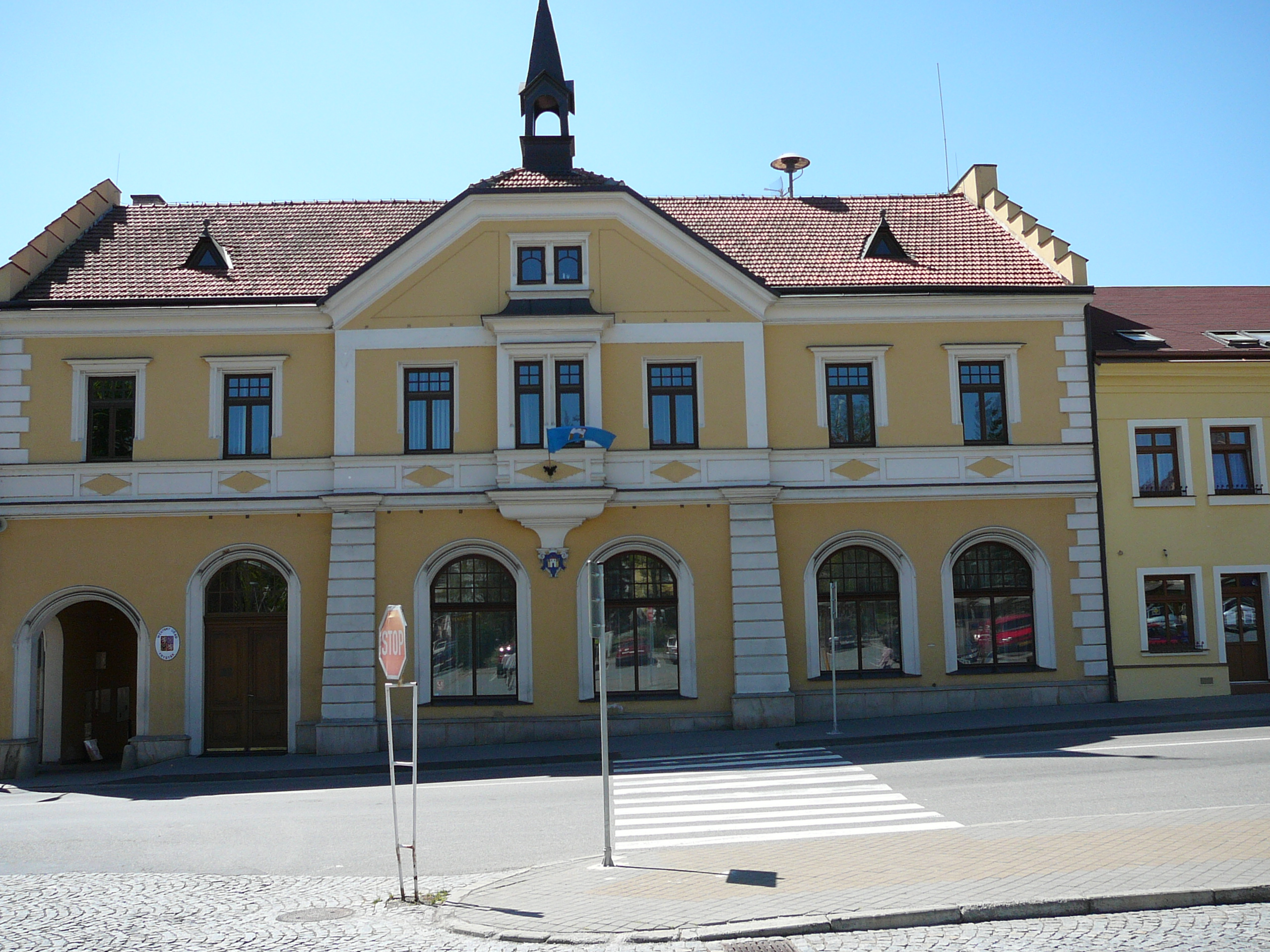

弗里什塔克是捷克的城鎮，位於該國東部，距離首府茲林7公里，由茲林州負責管轄，面積24.16平方公里，海拔高度271米，該鎮在1814年發生大火，2006年人口3,527。